# 鈴木政志
鈴木 政志（すずき まさし、1935年6月26日- 2005年5月13日 ）は、日本の経営者。野村證券社長、会長を務めた。

## 来歴・人物
千葉県出身。1958年に東京大学法学部を卒業し、同年に野村證券に入社した。1981年12月に取締役に就任し、常務、専務を経て、1972年4月に副社長に就任し、1993年6月には副会長に就任し、翌年6月に会長に就任した。
しかしその後総会屋への利益供与事件で酒巻英雄社長が引責辞任したことにより、1997年3月に暫定的に社長を兼務し、経営を刷新したが、わずか2ヶ月後の5月に社長を氏家純一に譲り、会長に専任する。1998年6月から顧問を務めた。
日本証券業協会会長も務めた。
2005年5月13日、腎不全のために死去。69歳没。